# Sony Xperia L
Sony Xperia L (C2104/C2105)(nome in codice "taoshan") è uno smartphone di fascia media-alta prodotto da Sony, annunciato nel mese di marzo 2013 e messo in commercio nel mese di maggio 2013.